# Megatypus
Megatypus Tillyard, 1925  è un genere di insetto preistorico  della famiglia Meganeuridae, vissuto nel Permiano inferiore fra i 290.1 e 279.5 milioni di anni fa. È anche chiamato "mosca-grifone" ((EN)  griffinfly) per le sue grandi dimensioni.

## Una libellula gigante
L'aspetto di questo animale ricordava quello di una libellula, ma le sue dimensioni erano molto grandi: con un'apertura alare che poteva raggiungere i 70 centimetri, più piccolo però della meganeura, un insetto gigante vissuto nello stesso periodo. 
Questi insetti vivevano nelle foreste calde e umide del Carbonifero, ricche di prede, un ambiente che favorì il loro  gigantismo. L'atmosfera del Carbonifero era più ricca di ossigeno rispetto all'attuale venti per cento; questa  disponibilità di ossigeno è in diretta relazione con la taglia massima che un animale può assumere. I cambiamenti climatici dei periodi successivi spiegano prima la diminuzione delle dimensioni dei Megatypus ed infine la loro scomparsa.

## Discendenza
I discendenti degli insetti giganti della famiglia delle Meganeuridae hanno resistito ai cambiamenti climatici del Permiano, tant'è che si trovano fossili nel Kansas della sottofamiglia constituent delle Typitae, insetti molto simili ai  Megatypus, però di dimensioni minori. 
Gli ultimi fossili simili ai Megatypus datano del Giurassico e sono di dimensioni ancora minori. Sembra allora che la famiglia delle Meganeuridae si sia estinta, cedendo il passo all'ordine degli Odonati.